# Natação nos Jogos Olímpicos de Verão de 2024 - Revezamento 4x200 m livre masculino
A prova do revezamento 4x200 m livre masculino da natação nos Jogos Olímpicos de Verão de 2024 ocorreu em 30 de julho de 2024 na Paris La Défense Arena, em Paris. Um total de 75 nadadores de 16 Comitês Olímpicos Nacionais (CON) participaram do evento.

## Qualificação
Para os revezamentos, um máximo de 16 equipes qualificadas em cada evento eram permitidas para totalizar de 112 equipes de revezamento; cada CON poderia inscrever apenas uma equipe por prova. As três melhores equipes em cada revezamento no Campeonato Mundial de Esportes Aquáticos de 2023 em Fukuoka, Japão, reservaram diretamente uma vaga, enquanto as treze equipes restantes competiram pela qualificação por terem os melhores tempos nas eliminatórias e finais nos resultados combinado de 2023 e do Campeonato Mundial de Esportes Aquáticos de 2024, em Doha, Catar.

## Formato
A competição consiste em duas rodadas: preliminares e final. As equipes com os oito melhores tempos nas baterias preliminares avançam a final. Desempates (swim-offs) são utilizados conforme necessário para quebrar os empates de avanço a próxima rodada.

## Calendário
Horário local (UTC+2)
| Data                | Horário | Fase         |
| ------------------- | ------- | ------------ |
| 30 de julho de 2024 | 10:00   | Preliminares |
| 30 de julho de 2024 | 20:30   | Final        |

## Medalhistas
|  | GBR Grã-Bretanha                                                           |  | USA Estados Unidos                                                                        |  | AUS Austrália                                                                                 |
|  | James Guy Tom Dean Matthew Richards Duncan Scott Jack McMillan Kieran Bird |  | Luke Hobson Carson Foster Drew Kibler Kieran Smith Brooks Curry Blake Pieroni Zac Incerti |  | Maximillian Giuliani Flynn Southam Elijah Winnington Thomas Neill Kai Taylor Leonardo Deplano |

1. 1 2 3 4 5 6 7  Participaram apenas das preliminares, mas também receberam medalhas.

## Recordes
Antes desta competição, os recordes mundiais e olímpicos da prova eram os seguintes:
| Tipo | Atleta | Tempo   | Local  | Data                 |
| ---- | --- | ------- | ------ | -------------------- |
|      | USA Estados Unidos Michael Phelps (1:44.49) Ricky Berens (1:44.13) David Walters (1:45.47) Ryan Lochte (1:44.46)    | 6:58.55 | Roma   | 31 de julho de 2009  |
|      | USA Estados Unidos Michael Phelps (1:43.31) Ryan Lochte (1:44.28) Ricky Berens (1:46.29) Peter Vanderkaay (1:44.68) | 6:58.56 | Pequim | 13 de agosto de 2008 |

## Resultados

### Preliminares
As equipes com os oito melhores tempos, independente da bateria, avançam a final.
| Pos. | Bateria | Raia | CON                | Nadadores | Tempo   | Notas |
| ---- | ------- | ---- | ------------------ | --- | ------- | ----- |
| 1    | 2       | 4    | GBR Grã-Bretanha   | James Guy (1:45.04) Jack McMilian (1:45.68) Kieran Bird (1:47.68) Tom Dean (1:46.71)                                 | 7:05.11 | Q     |
| 2    | 1       | 4    | USA Estados Unidos | Drew Kibler (1:46.43) Brooks Curry (1:45.96) Blake Pieroni (1:46.44) Chris Guiliano (1:46.74)                        | 7:05.57 | Q     |
| 3    | 1       | 3    | FRA França         | Hadrien Salvan (1:47.80) Wissam-Amazigh Yebba (1:46.04) Yann Le Goff (1:46.55) Roman Fuchs (1:45.22)                 | 7:05.61 | Q     |
| 4    | 2       | 3    | AUS Austrália      | Kai Taylor (1:47.60) Zac Incerti (1:47.05) Flynn Southam (1:45.62) Thomas Neill (1:45.36)                            | 7:05.63 | Q     |
| 5    | 1       | 6    | GER Alemanha       | Lukas Märtens (1:45.66) Rafael Miroslaw (1:46.35) Josha Salchow (1:46.18) Timo Sorgius (1:48.01)                     | 7:06.20 | Q     |
| 6    | 2       | 5    | CHN China          | Ji Xinjie (1:46.59) Niu Guangsheng (1:48.43) Fei Liwei (1:46.57) Zhang Zhanshuo (1:46.13)                            | 7:07.72 | Q     |
| 7    | 1       | 5    | KOR Coreia do Sul  | Lee Ho-joon (1:46.53) Lee Yoo-yeon (1:47.58) Kim Yeong-hyeon (1:48.26) Kim Woo-min (1:45.59)                         | 7:07.96 | Q     |
| 8    | 1       | 2    | JPN Japão          | Tatsuya Murasa (1:47.30) Katsuhiro Matsumoto (1:45.77) Hidenari Mano (1:48.09) Konosuke Yanagimoto (1:47.27)         | 7:08.43 | Q     |
| 8    | 1       | 7    | ISR Israel         | Denis Loktev (1:47.32) Bar Soloveychik (1:47.53) Eitan Ben-Shitrit (1:48.01) Gal Cohen Groumi (1:45.57)              | 7:08.43 | Q,    |
| 10   | 2       | 6    | ITA Itália         | Giovanni Caserta (1:46.85) Alessandro Ragaini (1:48.08) Carlos D'Ambrosio (1:47.24) Filippo Megli (1:46.46)          | 7:08.63 |       |
| 11   | 2       | 7    | GRE Grécia         | Dimitrios Markos (1:47.66) Konstantinos Englezakis (1:46.71) Konstantinos Stamou (1:48.00) Andreas Vazaios (1:47.23) | 7:09.60 |       |
| 12   | 2       | 2    | BRA Brasil         | Murilo Sartori (1:48.56) Fernando Scheffer (1:46.76) Eduardo Oliveira de Moraes (1:48.53) Guilherme Costa (1:46.41)  | 7:10.26 |       |
| 13   | 1       | 1    | ESP Espanha        | César Castro (1:46.84) Luis Domínguez (1:46.82) Carlos Garach (1:48.40) Ferran Julià (1:49.56)                       | 7:11.62 |       |
| 14   | 2       | 8    | CAN Canadá         | Patrick Hussey (1:47.83) Alex Axon (1:47.57) Jeremy Bagshaw (1:48.10) Lorne Wigginton (1:48.57)                      | 7:12.07 |       |
| 15   | 2       | 1    | LTU Lituânia       | Tomas Navikonis (1:47.08) Danas Rapšys (1:46.29) Tomas Lukminas (1:47.30) Andrius Šidlauskas (1:55.94)               | 7:16.61 |       |
| 16   | 1       | 8    | SUI Suíça          | Antonio Djakovic (1:47.97) Nils Liess (1:49.95) Jérémy Desplanches (1:49.24) Tiago Behar (1:50.90)                   | 7:18.06 |       |

### Final
As três equipes mais rápidas na final conquistam as medalhas.
| Pos.              | Raia | CON                | Nadadores | Tempo   | Notas |
| ----------------- | ---- | ------------------ | --- | ------- | ----- |
| Medalha de ouro   | 4    | GBR Grã-Bretanha   | James Guy (1:45.09) Tom Dean (1:45.28) Matthew Richards (1:45.11) Duncan Scott (1:43.95)                     | 6:59.43 |       |
| Medalha de prata  | 5    | USA Estados Unidos | Luke Hobson (1:45.55) Carson Foster (1:45.31) Drew Kibler (1:45.12) Kieran Smith (1:44.80)                   | 7:00.78 |       |
| Medalha de bronze | 6    | AUS Austrália      | Maximillian Giuliani (1:45.99) Flynn Southam (1:45.53) Elijah Winnington (1:45.19) Thomas Neill (1:45.27)    | 7:01.98 |       |
| 4                 | 7    | CHN China          | Ji Xinjie (1:47.14) Fei Liwei (1:46.05) Pan Zhanle (1:45.81) Zhang Zhanshuo (1:45.37)                        | 7:04.37 |       |
| 5                 | 3    | FRA França         | Wissam-Amazigh Yebba (1:46.72) Hadrien Salvan (1:46.75) Yann Le Goff (1:45.63) Roman Fuchs (1:45.70)         | 7:04.80 |       |
| 6                 | 1    | KOR Coreia do Sul  | Yang Jae-hoon (1:49.84) Lee Ho-joon (1:46.45) Kim Woo-min (1:44.98) Hwang Sun-woo (1:45.99)                  | 7:07.26 |       |
| 7                 | 8    | JPN Japão          | Tatsuya Murasa (1:46.69) Katsuhiro Matsumoto (1:45.31) Hidenari Mano (1:47.36) Konosuke Yanagimoto (1:48.12) | 7:07.48 |       |
| 8                 | 2    | GER Alemanha       | Lukas Märtens (1:45.31) Rafael Miroslaw (1:46.32) Timo Sorgius (1:49.18) Josha Salchow (1:48.75)             | 7:09.56 |       |
| 9                 | 0    | ISR Israel         | Denis Loktev (1:48.16) Gal Cohen Groumi (1:46.25) Tomer Frankel (1:47.71) Bar Soloveychik (1:48.10)          | 7:10.22 |       |

Legenda
| Recorde mundial      | Recorde mundial (World record)               |                       | Recorde africano                      | Recorde africano (African) |                                           | Q | Classificado por posição (Qualified) |
| Recorde olímpico     | Recorde olímpico (Olympic record)            | Recorde da América    | Recorde da América (Americas)         | q                          | Classificado por melhor tempo (Qualified) |   |                                      |
| Melhor marca do ano  | Melhor marca do ano (World leading)          | Recorde asiático      | Recorde asiático (Asian)              | DNS                        | Não largou (Did not start)                |   |                                      |
| Recorde nacional     | Recorde nacional (National record)           | Recorde europeu       | Recorde europeu (European)            | DNF                        | Não terminou (Did not finish)             |   |                                      |
| Recorde pessoal      | Recorde pessoal do atleta (Personal best)    | Recorde da Oceania    | Recorde da Oceania (Oceania)          | DSQ / DQ                   | Desclassificado (Disqualified)            |   |                                      |
| Recorde da temporada | Recorde da temporada do atleta (Season best) | Recorde sul-americano | Recorde sul-americano (South America) | NM                         | Sem marca (No mark)                       |   |                                      |